# Starkbeborstete Gebirgswaldameise
Die Starkbeborstete Gebirgswaldameise (Formica lugubris) gehört zur Gattung der Waldameisen (Formica) in der Unterfamilie der Schuppenameisen (Formicinae).

## Merkmale
Der Körper weist die für Waldameisen typische rot-schwarze Färbung auf. Das Hinterhaupt trägt einen Kranz abstehender, vielfach langer Haare und die Kopfunterseite ist mit einer Anzahl abstehender Haare besetzt. Auch das Mesosoma ist dicht abstehend behaart. Die zwei schwarzen Flecken auf dem Pronotum und Mesonotum erscheinen deutlich, verschieden groß und unscharf umgrenzt. Die Arbeiterinnen werden 4,5 bis 9 Millimeter lang. Das Stielchenglied (Petiolus) trägt längere Haare als bei der Schwachbeborsteten Gebirgswaldameise (Formica aquilonia) und die abstehenden Haare auf dem Pronotum sind länger als bei der Schweizer Gebirgswaldameise (Formica paralugubris). Eine Unterscheidung von diesen beiden Arten gestaltet sich sehr schwierig.

## Verbreitung und Lebensraum
Das riesige Verbreitungsgebiet erstreckt sich über die boreale Zone von den Britischen Inseln bis Kamtschatka. In Europa ist diese Ameisenart auch in den Gebirgen vertreten, wie zum Beispiel in den Pyrenäen, den Vogesen, im Zentralmassiv, in den Alpen bis zu 2.400 Metern Höhe, in den Karpaten, im Bayerischen Wald und im Schwarzwald. Die Starkbeborstete Gebirgswaldameise besiedelt dabei montane Mischwälder und höher gelegene subalpine Waldtypen. Im Gegensatz zu den anderen Gebirgsameisen Formica aquilonia und Formica paralugubris dringt sie an der Waldgrenze auch in den Krummholzgürtel ein.

## Lebensweise
Diese Ameisenart bildet monogyne bis hochgradig polygyne/polydome Staaten, wobei der Kolonietyp regional stark variiert. So sind die Staaten in Finnland stets monogyn und monodom in den Berner Alpen jedoch sehr oft polygyn und polydom. Bei großer Besiedelungsdichte verdrängt diese dominante Art alle anderen Formica-Arten. Die Geschlechtstiere schwärmen zwischen Mitte Mai und Mitte Juli. Bei monogynen Nestern erfolgt die Ausbreitung meist über Schwarmflug und sozialparasitäre Nestgründung bei Formica lemani. Bei polygynen Nestern sinkt die Bereitschaft zum Ausbreitungsflug. Die Begattung findet dann häufig im oder auf dem Nest statt und die Jungköniginnen werden vom Mutternest adoptiert.